# Salto Sakaika
Salto Sakaika (también escrito Salto Sakaika Merú, o en pemón: Sakaika Merú que quiere decir en español: Salto Martín Pescador) es el nombre de una cascada o caída de agua ubicada en el río Kamoirán en el sector Oriental del área protegida conocida como Parque nacional Canaima al suroeste del país suramericano de Venezuela.
Su acceso se realiza vía terrestre, pero bajo ciertas condiciones de restricción y con permiso de las autoridades del parque.
Se trata de un Salto de aproximadamente 30 metros de altura, que está rodeado de vegetación, rocas y desciende en un pozo profundo, donde es posible nadar.